# Strahinja Pavlović
Strahinja Pavlović ( Kirin Serbia: Страхиња Павловић; sinh ngày 24 tháng 5 năm 2001) là một cầu thủ bóng đá chuyên nghiệp người Serbia thi đấu ở vị trí trung vệ cho câu lạc bộ Red Bull Salzburg tại Austrian Bundesliga và đội tuyển quốc gia Serbia.

## Thống kê sự nghiệp

### Câu lạc bộ
Tính đến ngày 19 tháng 5 năm 2024
| Câu lạc bộ           | Mùa giải            | Giải đấu            | Giải đấu | Giải đấu | Cúp quốc gia | Cúp quốc gia | Châu lục | Châu lục | Khác | Khác | Tổng cộng | Tổng cộng |
| Câu lạc bộ           | Mùa giải            | Hạng                | Trận     | Bàn      | Trận         | Bàn          | Trận     | Bàn      | Trận | Bàn  | Trận      | Bàn       |
| -------------------- | ------------------- | ------------------- | -------- | -------- | ------------ | ------------ | -------- | -------- | ---- | ---- | --------- | --------- |
| Partizan             | 2018–19             | Serbian SuperLiga   | 11       | 0        | 4            | 0            | 0        | 0        | —    | —    | 15        | 0         |
| Partizan             | 2019–20             | Serbian SuperLiga   | 26       | 1        | 4            | 1            | 12       | 0        | —    | —    | 42        | 2         |
| Partizan             | Tổng cộng           | Tổng cộng           | 37       | 1        | 8            | 1            | 12       | 0        | —    | —    | 57        | 2         |
| Monaco               | 2020–21             | Ligue 1             | 1        | 0        | 0            | 0            | 0        | 0        | —    | —    | 1         | 0         |
| Monaco               | 2021–22             | Ligue 1             | 7        | 0        | 1            | 0            | 3        | 0        | —    | —    | 11        | 0         |
| Monaco               | Tổng cộng           | Tổng cộng           | 8        | 0        | 1            | 0            | 3        | 0        | —    | —    | 12        | 0         |
| Cercle Brugge (mượn) | 2020–21             | Belgian Pro League  | 11       | 1        | 1            | 0            | —        | —        | —    | —    | 12        | 1         |
| Basel (mượn)         | 2021–22             | Swiss Super League  | 10       | 0        | 0            | 0            | —        | —        | —    | —    | 10        | 0         |
| Red Bull Salzburg    | 2022–23             | Austrian Bundesliga | 24       | 1        | 1            | 0            | 7        | 0        | —    | —    | 32        | 1         |
| Red Bull Salzburg    | 2023–24             | Austrian Bundesliga | 25       | 2        | 5            | 1            | 6        | 0        | —    | —    | 36        | 3         |
| Red Bull Salzburg    | Tổng cộng           | Tổng cộng           | 49       | 2        | 6            | 1            | 13       | 0        | 0    | 0    | 68        | 4         |
| Tổng cộng sự nghiệp  | Tổng cộng sự nghiệp | Tổng cộng sự nghiệp | 115      | 5        | 16           | 2            | 28       | 0        | 0    | 0    | 159       | 7         |

1. ↑  Chỉ bao gồm các trận đấu chính thức của UEFA
2. ↑  Pavlović spent half of the 2019–20 season on loan from Monaco
3. 1 2  Ra sân tại UEFA Europa League
4. ↑  6 lần ra sân tại UEFA Europa League, 1 lần ra sân tại UEFA Champions League
5. ↑  Ra sân tại UEFA Champions League

### Quốc tế
Tính đến ngày 8 tháng 6 năm 2024
| Đội tuyển quốc gia | Năm       | Trận | Bàn |
| ------------------ | --------- | ---- | --- |
| Serbia             | 2020      | 4    | 0   |
| Serbia             | 2021      | 11   | 1   |
| Serbia             | 2022      | 10   | 1   |
| Serbia             | 2023      | 6    | 1   |
| Serbia             | 2024      | 4    | 1   |
| Tổng cộng          | Tổng cộng | 35   | 4   |

Bàn thắng và kết quả của Serbia được để trước.
| # | Ngày                 | Địa điểm                                    | Số trận | Đối thủ  | Bàn thắng | Kết quả | Giải đấu                 |
| - | -------------------- | ------------------------------------------- | ------- | -------- | --------- | ------- | ------------------------ |
| 1 | 7 tháng 6 năm 2021   | Sân vận động Điền kinh Miki, Miki, Nhật Bản | 8       | Jamaica  | 1–1       | 1–1     | Giao hữu                 |
| 2 | 28 tháng 11 năm 2022 | Sân vận động Al Janoub, Al-Wakrah, Qatar    | 24      | Cameroon | 1–1       | 3–3     | FIFA World Cup 2022      |
| 3 | 14 tháng 10 năm 2023 | Puskás Aréna, Budapest, Hungary             | 30      | Hungary  | 1–1       | 1–2     | Vòng loại UEFA Euro 2024 |
| 4 | 4 tháng 6 năm 2024   | Sân vận động Ernst Happel, Vienna, Áo       | 34      | Áo       | 1–1       | 1–2     | Giao hữu                 |